# Joseph Malta
Joseph Malta (27 de noviembre de 1918 - 6 de enero de 1999) fue el verdugo del ejército de los Estados Unidos que, junto con el sargento mayor John C. Woods, llevó a cabo las ejecuciones de Núremberg de diez antiguos altos dirigentes del Tercer Reich el 16 de octubre de 1946 después de que fueron sentenciados a muerte durante los Juicios de Núremberg.
Malta era un policía militar de 28 años cuando se ofreció como voluntario para el trabajo. Ahorcó a un total de 60 líderes militares y del gobierno nazi. Malta dejó el ejército en 1947 y declaró respecto a las ejecuciones, en 1996, que "fue un placer hacerlo", haciéndose eco de los sentimientos de su colega Woods. Malta nació en Revere, Massachusetts.

## Las ejecuciones en la prisión de Núremberg
El 16 de octubre de 1946, junto a John C. Woods, llevó las ejecuciones de los diez principales criminales de guerra alemanes, que tuvieron lugar en el gimnasio de la prisión de Núremberg.
Woods y Malta calcularon mal la longitud de las sogas utilizadas en las ejecuciones, por lo que muchos condenados no murieron rápidamente debido a fractura cervical, como era la intención, sino que tuvieron que sufrir una muerte larga y dolorosa por asfixia.
Además de este error, la trampilla era demasiado pequeña, así que varios condenados sufrieron heridas sangrantes en la cabeza al golpearse contra ella.